# Петер I фон Розенберг
Петер I фон Розенберг (на чешки: Petr I z Rožmberka; на немски: Peter I. von Rosenberg; * ок. 1291; † 14 октомври 1347 в Хоенфурт, Саксония) е бохемски благородник от род Розенберг, главен дворцов кемерер на Бохемия.
Син е на Хайнрих I фон Розенберг († 1310), главен дворцов кемерер на Бохемия, и съпругата му Елизабет фон Добруска († 1307), дъщеря на фрайхер Мутина зе Скухрова († 1307).
Става главен кемерер в двора на бохемския крал Ян Люксембургски. През началото на XIV век Петер построява „Горния дворец“ до резиденцията си Крумлов. През 1341 г. купува Хазлах ан дер Мюл в Горна Австрия и построява замък. Подарява малко преди смъртта си картини за главния олтар на църквата в Хоенфурт. Патрон е на Вишебродския манастир в областта Чески Крумлов.
През XV и XVI век фамилията Розенберги е най-влиятелна в Бохемия. Родът измира през 1611 г.

## Фамилия
Петер I фон Розенберг се жени 1316 г. за Виола Елзбиета фон Тешен (* пр. 1292; + 21 септември 1317), кралица на Унгария и Бохемия (1305 – 1306), вдовицата на крал Вацлав III (1289 – 1306), дъщеря на херцог Меско I фон Тешен († 1315). Бракът е бездетен.
Той се жени втори път 1318 г. за Катерина з Вартемберка († 6/7 април 1355), дъщеря на
Йохан фон Щрац, господар на Вартенберг († 1316 в битка) и Катерина. Те мат децата:
- Хайнрих II († 26 август 1346 убит при Битката при Креси), женен за Барбара фон Абенсберг, дъщеря на Улрих III фон Абенсберг († 1367)
- Петер II ’Млади’ фон Розенберг († 16 ноември 1384, Прага), домхер в Пасау, Олмюц и Регенсбург, провост на замък Прага
- Йобст (Йодокус) I фон Розенберг († 24 юни 1369, Прага), главен кемерер в Бохемия, женен пр. 29 юли 1357 г. за Агнес фон Валзее († 14 май 1402)
- Улрих (Волдрих) I фон Розенберг († 4 март 1390), господар на Грацен, Вилдщайн, женен за Елизабет фон Вартенберг († 12 март 1387)
- Йохан I фон Розенберг († 1 септември 1389), господар на Крумау, Хазлах, женен на 14 юни 1370 г. за Елизабет фон Халс († 27 ноември 1384)
- Анна фон Розенберг († 22 декември 1388), омъжена I. пр. 1357 г. за Хайнрих фон Лайпа († 15 септември 1364), II. за Улрих IV фон Нойхауз († пр. 1383)
- Мецела фон Розенберг († 3 октомври 1380), омъжена 1353 г. за ландграф Йохан фон Лойхтенберг, граф на Халс († 1407)
- Катарина фон Розенберг, омъжена за фрайхер Георг фон Щернберг
- Елизабет фон Розенберг († сл. 1324)